# Tocro de collar
El tocro de collar
(Odontophorus strophium) és una espècie d'ocell de la família dels odontofòrids (Odontophoridae) que habita la selva humida dels Andes del centre de Colòmbia, a Santander i Cundinamarca.